# Conakrya wolffi
Conakrya wolffi är en spindelart som beskrevs av Schmidt 1956. Conakrya wolffi ingår i släktet Conakrya och familjen vårdnätsspindlar.
Artens utbredningsområde är Guinea. Inga underarter finns listade i Catalogue of Life.